# Prüfungen von Vaginalia
Das Europäische Arzneibuch (Pharmacopoea Europaea, Ph.Eur.) schreibt verschiedene Prüfungen von Vaginalia vor. Dabei werden die hergestellten Zubereitungen zur vaginalen Anwendung nach den jeweiligen Prüfvorschriften untersucht und ihre Qualität beurteilt.

## Gleichförmigkeit einzeldosierter Arzneiformen
Jede Einheit einer Charge muss einen Wirkstoffgehalt haben, der innerhalb definierter Grenzen um den Sollwert ist. Hierbei handelt es sich um die Methode „Gleichförmigkeit einzeldosierter Arzneiformen“ (nach Ph. Eur. 2.9.40). Nach den älteren Methoden „Gleichförmigkeit der Masse einzeldosierter Arzneiformen“ (Ph. Eur. 2.9.5) und „Gleichförmigkeit des Gehaltes einzeldosierter Arzneiformen“ (Ph. Eur. 2.9.6) wird der Sollwert nicht miteinbezogen.
Einzeldosierte Zubereitungen zur vaginalen Anwendung müssen der Prüfung auf Gleichförmigkeit einzeldosierter Arzneiformen (Ph.Eur.2.9.40) entsprechen. Diese, im Europäischen Arzneibuch (Pharmacopoea Europaea, Ph.Eur.) beschriebene Prüfung, wird dazu verwendet, die Gleichmäßigkeit der Dosierung von abgeteilten Arzneiformen wie beispielsweise Vaginaltabletten zu bestimmen. Die Gleichförmigkeit wird in der Ph. Eur. definiert als „Grad der Gleichförmigkeit der Menge an Wirkstoff in einer bestimmten Anzahl von Einheiten“.

## Gleichförmigkeit des Gehalts
Die Gehaltsprüfungen stellen sicher, ob die Dosierung des Arzneistoffes einheitlich ist. Mit geeigneten Analyseverfahren wird der jeweilige Gehalt bestimmt und daraus der Durchschnittsgehalt festgelegt. Feste, einzeldosierte Zubereitungen zur vaginalen Anwendung mit weniger als 2 mg oder 2 % Wirkstoff, bezogen auf die Gesamtmasse, müssen der Prüfung auf „Gleichförmigkeit des Gehalts“ (Ph. Eur. 2.9.6) entsprechen.
Im Falle von Vaginaltabletten wird die Prüfung A durchgeführt. Dabei werden 10 Stichproben entnommen und der Einzelgehalt ausgewertet. Wenn jeder Einzelgehalt zwischen 85 % und 115 % des Durchschnittsgehaltes liegt, entspricht die Zubereitung der Prüfung. Wenn jedoch der Einzelgehalt von mindestens zwei Stichproben außerhalb des Durchschnittsgehaltes von 85 bis 115 % liegt oder ein Einzelgehalt außerhalb 75 bis 125 %, so entspricht die Zubereitung der Prüfung nicht.
Wenn der Einzelgehalt einer Stichprobe außerhalb des Durchschnittsgehalts von 85 bis 115 %, aber innerhalb 75 bis 125 % liegt, so wird der Wirkstoffgehalt von 20 weiteren Einheiten bestimmt. Die Prüfung entspricht der Zubereitung, wenn nicht mehr als ein Einzelgehalt von 30 Tabletten außerhalb der 85 bis 115 % Grenze liegt und keine Stichprobe außerhalb von 75 bis 125 %.
Im Falle von Vaginalzäpfchen und Vaginalkapseln wird die Prüfung B durchgeführt. Dafür werden 10 Stichproben gezogen und der Einzelgehalt analysiert. Die Zubereitung entspricht der Prüfung, wenn maximal ein Einzelgehalt außerhalb 85 bis 115 % und keine Stichprobe außerhalb der 75 bis 125 % Grenze des Durchschnittgehaltes liegt. Wenn mehr als 3 Stichproben außerhalb 85 bis 115 % oder mindestens einer außerhalb 75 bis 125 % des Durchschnittgehaltes liegt, entspricht die Zubereitung nicht der Prüfung. Falls zwei oder drei Stichproben außerhalb 85 bis 115 % des Durchschnittsgehaltes liegen, werden 20 weitere Einheiten analysiert. Wenn hiervon maximal 3 von den 30 Arzneiformen außerhalb 85 bis 115 % oder alle innerhalb der 75 bis 125 % Grenze des Durchschnittgehaltes liegen, entspricht die Zubereitung der Prüfung.

## Gleichförmigkeit der Masse
Feste, einzeldosierte Zubereitungen zur vaginalen Anwendung müssen der Prüfung auf „Gleichförmigkeit der Masse“ (Ph. Eur. 2.9.5) entsprechen (2). Diese Prüfung kann entfallen, wenn die „Prüfung auf Gleichförmigkeit des Gehalts“ für alle einzelnen Wirkstoffe vorgeschrieben ist.
Nach dem Europäischen Arzneibuch (European Pharmacopoeia, Ph.Eur.) werden für die Überprüfung der „Gleichförmigkeit der Masse“ 20 willkürliche Einheiten entnommen, einzeln ausgewogen und die Durchschnittsmasse errechnet. Dabei darf nicht mehr als zwei von den 20 Einheiten mehr als 5 % von der Durchschnittsmasse abweichen und keine Einheit mehr als 10 % von der Durchschnittsmasse, sonst entspricht die Zubereitung nicht der Prüfung.

## Wirkstofffreisetzung
Um die erforderliche Freisetzung des Wirkstoffs oder der Wirkstoffe aus festen einzeldosierten Zubereitungen zur vaginalen Anwendung nachzuweisen, kann gemäß dem Europäischen Arzneibuch eine geeignete Prüfung auf „Wirkstofffreisetzung aus festen Arzneiformen“ (Ph. Eur. 2.9.42) oder „Wirkstofffreisetzung aus festen lipophilen Arzneiformen“ (Ph. Eur.2.9.42) durchgeführt werden. Vaginalzäpfchen, Vaginaltabletten und Vaginalkapseln mit verlängerter Wirkung sind prüfungspflichtig.
Wenn eine Prüfung auf „Wirkstofffreisetzung“ vorgeschrieben ist, so wird eine Prüfung auf „Zerfallszeit“ nicht verlangt.
Vaginalzäpfchen, Vaginaltabletten und Vaginalkapseln müssen der Prüfung auf „Zerfallszeit von Suppositorien und Vaginalzäpfchen“ (Ph. Eur. 2.9.2) unterzogen werden, sofern sie nicht für eine veränderte Wirkstofffreisetzung oder für eine verlängerte lokale Wirkung bestimmt sind. Die Dauer der Prüfung für Vaginaltabletten und -kapseln beträgt 30 min und für Vaginalzäpfchen 60 min.
Tabletten zur Herstellung von Vaginallösungen oder Vaginalsuspensionen müssen innerhalb von 3 min zerfallen, falls die Prüfung auf „Zerfallszeit von Tabletten und Kapseln“ (Ph. Eur. 2.9.1) mit Wasser von 15 bis 25 °C durchgeführt wird.